# Hell's Heroes
Pour plus de détails, voir Fiche technique et Distribution.
Hell's Heroes est un film américain réalisé par William Wyler, sorti en 1929.

## Synopsis
Quatre hommes, Bob Sangster, "Barbwire" Gibbons, "Wild Bill" Kearney et José, cambriolent la banque de la ville de New Jerusalem. José et le caissier sont tués, tandis que Barbwire reçoit une balle dans l'épaule. Les trois hors-la-loi s'échappent alors dans le désert. Cependant, leurs chevaux s'enfuient dans une tempête de sable et ils ont peu d'eau.
Lorsqu'ils atteignent un point d'eau, ils sont consternés de constater que non seulement il est sec, mais qu'il y a une femme enceinte bloquée là-bas. Elle accouche d'un garçon. Avant de mourir de son calvaire, elle fait d'eux les trois parrains de l'enfant et les supplie de l'emmener chez son père, Frank Edwards, le caissier qu'ils ont assassiné.
Bob veut abandonner le garçon, mais les deux autres sont déterminés à honorer la demande de la femme. Ils commencent à marcher les 40 milles jusqu'à la Nouvelle Jérusalem. Affaibli par sa blessure, Barbwire finit par ne plus pouvoir aller plus loin. Il oblige les autres à continuer sans lui, puis se tue. Cette nuit-là, ils s'arrêtent pour se reposer. Quand Bob se réveille le lendemain matin, il trouve Bill parti. Une note laissée par Bill explique qu'il est allé plus loin dans le désert pour conserver le peu d'eau restante pour Bob et le bébé. Bob continue, jetant ses affaires en cours de route, y compris le butin. À un moment donné, il laisse le bébé, mais le reprend ensuite. Sa force s'effondre au moment où il atteint un point d'eau avec un panneau avertissant qu'il est empoisonné. Désespéré, il élabore un plan pour sauver le bébé. Il boit à satiété, sachant qu'il aura environ une heure avant qu'il ne le tue. Il tombe par hasard dans l'église de la Nouvelle Jérusalem, où la congrégation célèbre Noël. Puis, sa tâche accomplie, il meurt sans dire un mot.

## Production
La vraie ville de Bodie, en Californie, a remplacé la ville fictive de la Nouvelle Jérusalem. La production a utilisé une grande partie de la rue principale de la ville et comprenait des images extérieures et intérieures de la Bodie Bank, qui a brûlé en 1932, et de l'église méthodiste. La séquence de vol de banque présente un corbillard élaboré tiré par des chevaux qui est toujours exposé au musée de la ville.

## Fiche technique
- Titre : Hell's Heroes
- Réalisation : William Wyler
- Scénario : Tom Reed d'après Peter B. Kyne
- Photographie : George Robinson
- Montage : Harry Marker
- Société de production : Universal Pictures
- Pays de production : États-Unis
- Format : Noir et blanc
- Genre : western
- Durée : 67 minutes
- Date de sortie : 1929

## Distribution
- Charles Bickford : Bob Sangster
- Raymond Hatton : 'Barbwire' Tom Gibbons
- Fred Kohler : Wild Bill Kearney
- Maria Alba : Carmelita

Acteurs non crédités
- Jim Corey : rôle non spécifié
- Mary Gordon : rôle non spécifié
- Edward Hearn : Frank Edwards
- John Huston : rôle non spécifié
- Tom London : un croupier